# Xenuromys barbatus
Genre
Espèce
Statut de conservation UICN

 LC  : Préoccupation mineure
Xenuromys barbatus est la seule espèce du genre Xenuromys. C'est un rongeur de la sous-famille des Murinés.
Répartition : Indonésie, Papouasie-Nouvelle-Guinée. 